# Gueórguievka (Khabàrovsk)
|  | Per a altres significats, vegeu «Gueórguievka». |

Gueórguievka (en rus: Георгиевка) és un poble del krai de Khabàrovsk, a Rússia, que el 2012 tenia 1.399 habitants. Pertany al districte rural de Lazó.